# José Domingo de Luque
José Domingo de Luque (Villa del Rosario, 20 de diciembre de 1785-Villa del Rosario, 12 de noviembre de 1829) fue un militar argentino que participó de la guerra de independencia argentina y de las guerras civiles.

## Biografía
Hijo de Pedro Alonso de Luque y María de la Cruz López de la Vega, se casó el 30 de octubre de 1806 con María de los Dolores Gigena y tuvo al menos un hijo, Pedro Nolasco de Luque y Gigena, nacido el 30 de enero de 1812. En su juventud fue comerciante y estanciero.

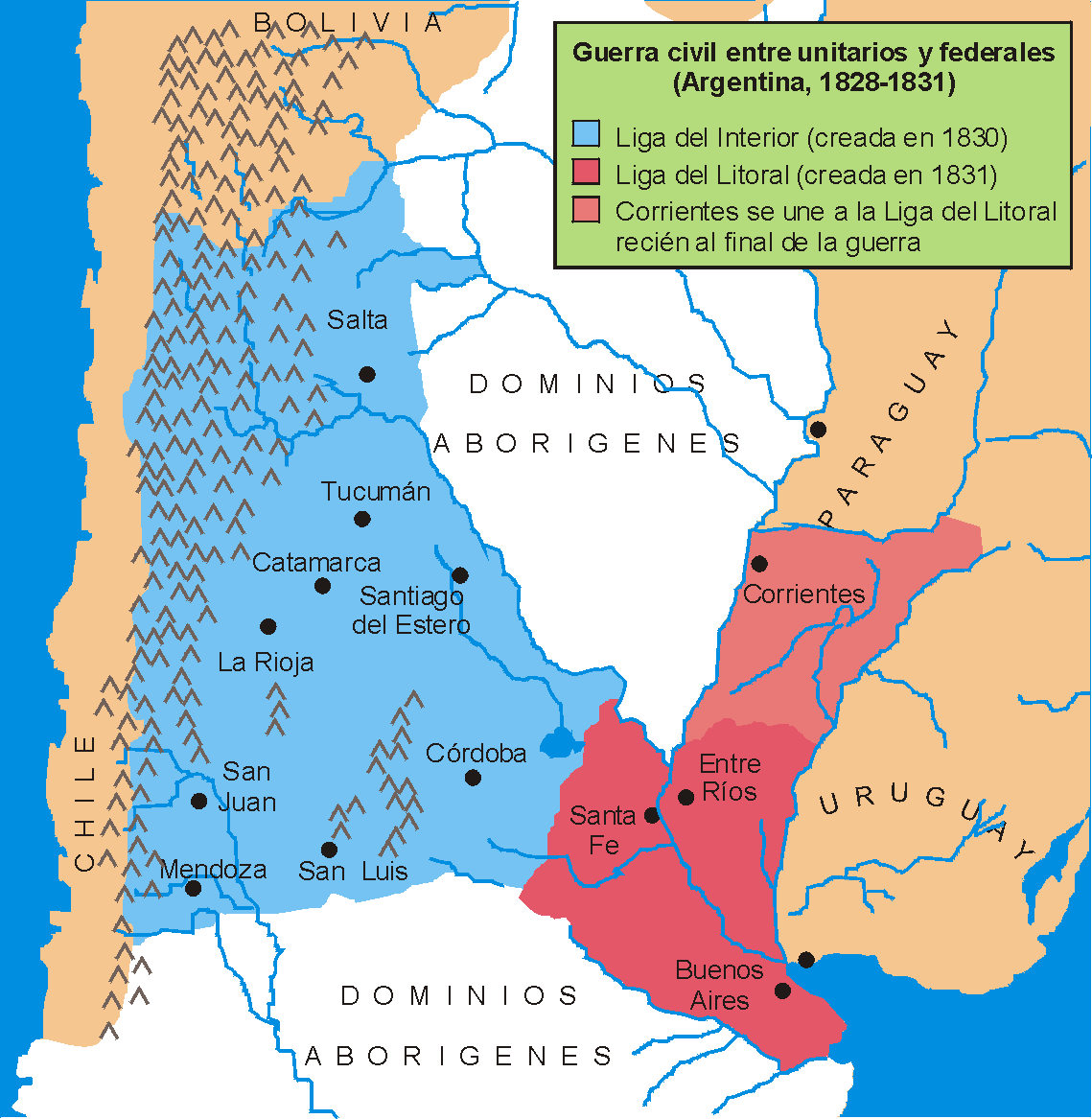
Guerra civil en el interior (1828-1831).

Adhirió decididamente a la Revolución de Mayo de 1810 y colaboró con donaciones y contribuciones a la formación del Ejército del Norte. Apoyó el partido federal en sus luchas contra los directoriales en los últimos años de la década de 1810.
Se enroló en el ejército del gobernador Juan Bautista Bustos poco después de que éste ascendiera al gobierno, ascendiendo lentamente en la carrera de las armas. En 1822 fue nombrado ayudante mayor del segundo regimiento de milicias en la frontera del Chaco y en 1829 lo designó comandante del primer escuadrón del regimiento en reemplazo de Pedro Juan González.
Al producirse la invasión del general Paz, Luque –como muchos otros comandantes, disconformes por el largo gobierno de Bustos– se pasó a sus filas y fue ascendido a teniente coronel. En agosto de ese año fue promovido al mando del tercer regimiento de caballería por el gobernador delegado unitario coronel Faustino Allende, quien se había desempeñado con anterioridad como jefe de la división militar de la zona noroeste de la provincia.
Hacia fines de ese mismo año comenzó a reorganizarse la resistencia federal en esa zona, y se produjo una sublevación en el fuerte de El Tío. Paz envió al coronel Gregorio Aráoz de Lamadrid a reprimirla, quien al pasar por Villa del Rosario solicitó el auxilio de Luque. Éste respondió que no tenía listas las tropas ni los caballos para salir a campaña, lo que fue interpretado por Lamadrid como una excusa que revelaba connivencia con sus enemigos. 
Tras juicio sumarísimo Luque fue fusilado el 12 de noviembre de 1829. Tan sólo escasas horas después de su ejecución, se descubrió su inocencia, lo que a decir del mismo general Paz "dejó sinsabores muy desagradables" en el ejército y la población.